# Le Lieutenant
 (juillet 2025).
Pour plus de détails, voir Fiche technique et Distribution.
Le Lieutenant (De luitenant) est un téléfilm belge réalisé en 1964 par Roland Verhavert en 16 et 35 mm.

## Synopsis
Dans les bas-quartiers d'une grande ville, une bande d'enfants vit en marge du monde des adultes. Un des gamins, surnommé "le lieutenant", voit le chef de la bande, son idole, commettre une lâcheté : il maltraite un plus petit que lui et l'abandonne inanimé.

## Fiche technique
- Titre : Le Lieutenant
- Titre original : De luitenant
- Réalisation : Roland Verhavert
- Scénario : Hugo Claus et Roland Verhavert
- Musique : Hans-Martin Majewski
- Photographie : Oscar Fischler et Herman Wuyts
- Montage : Oscar Fischler et Herman Wuyts
- Production : Roland Verhavert
- Société de production : Belgische Radio en Televisie
- Pays :  Belgique
- Genre : Drame
- Durée : 30 minutes
- Première diffusion : 
  -  Belgique : 1964

## Distribution
- Willy Denoyette
- Johan Tant

## Récompenses
- 1965 : Preis der Kurzfilmtage und lobende Anerkennung der internationale Volksschuljury
- 1966 : prix du téléfilm au festival cinématographique de Melbourne